# Mugalari

Mugalari je baskijska riječ za ljude koji pomažu drugima prijeći granicu između Francuske i Španjolske, uglavnom zbog političkih razloga. Izraz je kombinacija riječi "muga" (granični) i "-lari" (sufiks vezan za s ljudima), a odnosi na ljude koji žive na granici, a samim time također na krijumčara.
Vrhunac aktivnosti mugalarja bio je došlo tijekom Španjolskog građanskog rata i Drugog svjetskog rata, kad su pomogali savezničke pilote koje su Nijemci oborili u Francuskoj. Nakon što su prešli granicu, otišli su u Donostiji, odakle bi ih preuzeo britanskog konzulata do Gibraltara, a zatim   u London.
Oni su također bili aktivni tijekom Francove diktature, te u novije vrijeme, kao dio baskijskog sukoba,  pomažući članovima ETA-e prijeći granicu. Neki od njih su uhićeni i procesuirani kao pripadnici oružanih organizacija. Jedan od najpoznatijih mugalarija bio je Manuel Mª Garmendia Zubiarrain poznatiji pod pseudonimom Korta kojeg je ubila Španjolska građanska straža u Beri, Navara 1976. godine. Rock sastav Kortatu je dobio ime po njemu.
Jedan od baskijskih ruralnih športova pod nazivom  'utrka krijumčara' u kojoj trkači nose punu vreću na leđima održava se i danas.